# Heidi Müller
Heidi Müller (* um 1946) ist eine deutsche Tischtennisspielerin mit Erfolgen in den 1960er und 1970er Jahren. Sie nahm an einer Weltmeisterschaft teil.

## Jugend und Erwachsene
Müller begann ihre Karriere beim Verein TSV Neustadt/Aisch. Später wechselte sie zum TSV Milbertshofen, um 1964 wieder nach Neustadt zurückzukehren. 1964 wurde sie Bayerische Juniorenmeisterin im Doppel mit Brigitte Reiter. Nach einer Zwischenstation beim MTV München ab 1966 schloss sie sich 1970 dem SV Weißblau-Allianz München an.
Im Erwachsenenbereich holte sie mehrere Goldmedaillen bei den Bayerischen Meisterschaften:
- 1968: Einzel, Doppel mit Karla Schenk, Mixed mit Martin Ness
- 1969: Doppel mit Christel Koch
- 1971: Einzel, Doppel mit Christel Koch
- 1972: Doppel mit Christel Koch
- 1975: Doppel mit Henny Knogl
- 1976: Einzel, Doppel mit Hana Slama

1971 gewann sie zudem die süddeutsche Meisterschaft im Einzel. Bei den nationalen deutschen Meisterschaften erreichte sie 1969 das Doppel-Halbfinale mit Sieglinde Prell.
1969 wurde Müller für die Individualwettbewerbe der Weltmeisterschaft in München nominiert. Hier konnte sie sich weder im Einzel noch im Doppel mit Christel Kaib für die Hauptrunde qualifizieren. Das Doppel verlor in der Qualifikationsrunde gegen Mary van Ruiten/Mieke ten Broek (Niederlande). Im Einzel verlor sie gegen die DDR-Spielerin Gabriele Geißler, das Mixed mit Karl-Heinz Scholl besiegte zunächst die Ungarn István Jónyer/Beatrix Kisházi. schied dann aber gegen Uldis Eglitis/Doris Hovestädt (UdSSR/DDR) aus.
Mitte der 1970er Jahre spielte sie beim Bundesliga-Verein VSC Donauwörth.

## Senioren
In den 1980er Jahren trat Müller in Seniorenturnieren an. 1986 wurde sie bei den deutschen Seniorenmeisterschaften in der Altersklasse Ü40 Dritte im Einzel. Ein Jahr später erreichte sie hier das Endspiel im Einzel und im Doppel mit Renate Millic. Zudem holte sie bei den Bayerischen Seniorenmeisterschaften 6 Titel im Einzel, 3 im Doppel und 4 im Mixed.

## Privat
Im August 1970 heiratete Heidi Müller den Tischtennisspieler Hans Müller (SV Weißblau-Allianz München).

## Turnierergebnisse
| Verband | Veranstaltung     | Jahr | Ort     | Land | Einzel    | Doppel | Mixed     | Team |
| ------- | ----------------- | ---- | ------- | ---- | --------- | ------ | --------- | ---- |
| FRG     | Weltmeisterschaft | 1969 | München | FRG  | letzte 64 | Qual   | letzte 32 |      |